# Arcidiocesi di Adana
L'arcidiocesi di Adana (in latino Archidioecesis Adanensis) è una sede soppressa del patriarcato di Antiochia e una sede titolare della Chiesa cattolica.

## Storia
Adana fu un'antica sede episcopale della provincia romana della Cilicia Prima nel patriarcato di Antiochia. Inizialmente suffraganea dell'arcidiocesi di Tarso, fu elevata al rango di arcidiocesi autocefala dopo il 680.
Primo vescovo conosciuto è Paolino, tra i firmatari del primo concilio di Nicea. Il vescovo Pisone aderì inizialmente all'arianesimo e come tale prese parte al concilio di Sardica del 344 circa, per poi separarsene assieme agli altri vescovi ariani e partecipare al sinodo alternativo di Filippopoli; successivamente ritornò all'ortodossia e sottoscrisse la professione di fede nicena nel sinodo di Antiochia del 363. Ciriaco prese parte al primo concilio ecumenico di Costantinopoli nel 381. Il vescovo Anatolio è menzionato in una epistola di san Giovanni Crisostomo. Cirillo assistette al concilio di Efeso nel 431 e ad un sinodo celebrato a Tarso nel 434. Filippo intervenne al concilio di Calcedonia nel 451 e sottoscrisse nel 458 la lettera dei vescovi della Cilicia all'imperatore Leone dopo la morte di Proterio di Alessandria. Un anonimo vescovo è documentato nel 538 circa. Giovanni partecipò al terzo concilio di Costantinopoli nel 680. Infine, la sigillografia ha restituito il nome del vescovo Abramo, il cui sigillo è datato alla metà dell'XI secolo.
Dal XVIII secolo Adana è annoverata tra le sedi arcivescovili titolari della Chiesa cattolica; la sede è vacante dal 20 luglio 1981.

## Cronotassi

### Vescovi e arcivescovi greci
- Paolino † (menzionato nel 325)
- Pisone † (prima del 344 - dopo il 363)
- Ciriaco † (menzionato nel 381)
- Anatolio † (menzionato nel 400 circa)
- Cirillo † (prima del 431 - dopo il 434)
- Filippo † (prima del 451 - dopo il 458)
- Anonimo † (menzionato nel 538)
- Giovanni † (menzionato nel 680)
- Abramo † (metà dell'XI secolo)

### Arcivescovi titolari
- Antonio Felice Zondadari † (19 dicembre 1785 - 1º giugno 1795 nominato arcivescovo di Siena)
- Paul-Ambroise Frère de Villefrancon † (27 giugno 1821 - 2 maggio 1823 succeduto arcivescovo di Besançon)
- Domenico Ciluffo † (27 gennaio 1842 - 14 maggio 1873 deceduto)
- Ambrose Notyn Darauni † (28 maggio 1875 - 26 marzo 1878 deceduto)
- Edoardo Borromeo † (19 aprile 1878 - 30 novembre 1881 deceduto)
- Domenico Cavallini Spadoni † (28 febbraio 1879 - 18 febbraio 1885 deceduto)
- Corradino Cavriani † (27 marzo 1885 - 27 gennaio 1890 deceduto)
- Achille Ratti † (29 aprile 1921 - 13 giugno 1921 nominato cardinale presbitero dei Santi Silvestro e Martino ai Monti, poi eletto papa con il nome di Pio XI)
- Ermenegildo Pellegrinetti † (24 maggio 1922 - 13 dicembre 1937 nominato cardinale presbitero di San Lorenzo in Panisperna)
- Ercolano Marini † (3 ottobre 1945 - 16 novembre 1950 deceduto)
- Diego Venini † (12 gennaio 1951 - 20 luglio 1981 deceduto)